# Orange Goblin
Orange Goblin es un grupo británico de stoner metal formado en Londres, Inglaterra en 1995. Su música se mueve entre el doom metal, el heavy metal clásico y el stoner rock.

## Historia
Orange Goblin se formó en 1995 con el nombre de Our Haunted Kingdom. Entonces ya llamaron la atención de los responsables de Rise Above Records, quienes les ficharon y editaron su primera referencia: «Aquatic Fanatic», tema que apareció en un split con Electric Wizard en 1996. Tras este primer sencillo aparecieron los álbumes Frequencies from Planet Ten (1997), Time Travelling Blues (1998) y The Big Black (2000), álbum que les proporcionó sus primeros éxitos y que les llevó a lo más alto dentro de la escena inglesa, junto a Electric Wizard y Cathedral.
En 2002 apareció otro de sus álbumes más celebrados por la crítica, Coup de Grace, en el que giraron hacia un sonido más centrado en el hard rock que en el stoner y el doom (estilos más presentes en sus tres primeros álbumes) e introdujeron el punk de manera evidente, gracias a una versión de «We Bite» de Misfits.
En 2004 apareció su cuarto álbum y el último en Rise Above Records: Thieving from the House of God, un trabajo continuista respecto al camino que la banda había tomado con Coup de Grace. El álbum lo grabaron como cuarteto después de la salida de Pete O'Malley, segundo guitarrista de la banda.
El 16 de diciembre de 2005 la banda celebró su décimo aniversario con un concierto en el Underworld Club (Londres), junto a los grupos Scissorfight y Blood Island Raiders. El concierto fue un lleno total y se agotaron las entradas.
Healing Through Fire, su sexto álbum, apareció en 2007 de la mano de Sanctuary Records, filial de Universal Records.

## Miembros

### Formación actual
- Ben Ward - Voz y guitarra
- Joe Hoare - Guitarra
- Martyn Millard - Bajo
- Chris Turner - Batería

### Miembros anteriores
- Pete O'Malley - Guitarra
- Duncan Gibbs - Teclados

## Discografía

### Álbumes
- Frequencies from Planet Ten (Rise Above Records, 1997)
- Time Travelling Blues (Rise Above Records, 1998)
- The Big Black (Rise Above Records, 2000)
- Coup de Grace (Rise Above Records, 2002)
- Thieving from the House of God (Rise Above Records, 2004)
- Healing Through Fire (Sanctuary Records, 2007)
- A Eulogy for the Damned (Candlelight Records, 2012)
- Back From The Abyss (Candlelight Records, 2014)

### Singles y EP
- Nuclear Guru (Man's Ruin Records, 1997). Maxisencillo en formato de 10".
- The Time EP (Rise Above Records, 1998). CD promocional con tres canciones.
- «Some You Win, Some You Lose» (Rise Above Records, 2004). Sencillo en 7".
- Red Rising Tide (Candlelight Records, 2012).

### Álbumes compartidos
- Electric Wizard/Our Haunted Kingdom (Rise Above Records, 1996). Sencillo en 7" compartido con Electric Wizard. Orange Goblin (entonces se llamaban Our Haunted Kingdom) contribuyeron con «Aquatic Fanatic» en la cara B.
- Chrono.Naut/Nuclear Guru (Man's Ruin Records, 1997). CD compartido con Electric Wizard. Incluye nuclear Guru completo.
- Orange Goblin/Alabama Thunderpussy (Eccentric Man Records, 2000). Sencillo compartido con Alabama Thunderpussy. La cara A es para Orange Goblin, con una versión de «Freelance Fiend» de Leaf Hound, banda inglesa de hard rock.

### Apariciones en recopilatorios
- «Saruman's Wish», en Dark Passages II (Rise Above Records, 1996)
- «Aquatic Fanatic», en Stoned Revolution - The Ulimate Trip (Drunken Maria Records, 1998)
- «Quincy the Pig Boy», en Rise 13 (Rise Above Records, 1999)
- «Black Shapes of Doom», en Bastards Will Pay: Tribute to Trouble CD (Freedom Records, 1999)
- «No Law», en High Volume (High Times, 2004)